# پلکیل
پلکیل، روستایی از توابع بخش هلیلان شهرستان هلیلان در استان ایلام ایران است.

## جمعیت
این روستا در دهستان هلیلان قرار دارد و براساس سرشماری مرکز آمار ایران در سال ۱۳۸۵، جمعیت آن ۳۳ نفر (۵خانوار) بوده‌است.